# Junta governativa paraibana de 1821-1824
Quando D. João VI transformou as capitanias em províncias, estas foram inicialmente governadas por uma junta governativa provisória.
Cinco eram os membros da junta da província da Paraíba:
1. João de Araújo da Cruz
2. Galdino da Costa Vilar
3. Estevão José Carneiro da Cunha
4. João Gomes de Almeida[1]

A junta governativa paraibana administrou a província de 25 de outubro de 1821 a 9 de abril de 1824.